# Парк Юрського періоду 2: Загублений світ
«загублений світ» (англ.: the lost world) — американський пригодницький фільм 1997 року режисера Стівена Спілберга.

## Сюжет
Події розгортаються через чотири роки після того, що сталося на острові Нублар. Джон Гаммонд, який втратив контроль над своєю компанією, споряджає експедицію на чолі з доктором Яном Малкольмом, щоб з'ясувати, чому ящери на сусідньому острові Сорна не вимерли, а також привезти фото- і відеоматеріали про їхнє життя. Професор розповідає, що ураган «Клариса» знищив Об'єкт B (острів Сорна), на якому вчені виходжували дитинчат динозаврів, а потім перевозили їх на острів Нублар. Без ін'єкцій лізину динозаври мали померти, але, як з'ясувалося, рослинність на острові Сорна багата на лізин, а м'ясоїдні ящери поїдали травоїдних. Тепер на острові десятки видів динозаврів, що пристосувалися до дикої природи.
У складі групи були оператор-документаліст Нік Ван Оуен, експерт з польових досліджень Едді Карр і палеонтолог і кохана Малкольма — Сара Гардінг. Ян погоджується поїхати в експедицію, бо хвилюється за Сару. І не дарма: поки Сара знімала на камеру дитинча стегозавра, старші спробували захистити потомство. У трейлері ховалася Келлі Кертіс, дочка Яна. Він не встигає відвезти її додому, прибувають вертольоти компанії «InGen», на чолі з племінником Гаммонда, Пітером Ладлоу. Його провідник, Роланд Тембо, вимагає замість оплати надати йому можливість здобути тиранозавра як мисливського трофея.
Добре обладнана група «InGen» виловлює паразауролофів, пахицефалозаврів та інші види, щоб вивезти їх з острова. Роланд знаходить гніздо тиранозавра, зв'язує дитинча, щоб принадити дорослого тиранозавра. Поки Дітер Старк залишався за головного, хтось відчинив усі клітки зі спійманими динозаврами. Роланду доводиться повернутися в табір. Нік знаходить це дитинча зі зламаною ногою, тому Сара і Нік вирішують відвезти його в лабораторію. Едді, Келлі і Ян піднімаються на ліфті на дерево. Ян спускається, щоб попередити Сару про наближення тиранозавра. Вони відпускають дитинча, але тиранозавр скидає фургон з обриву.
Поки фургон висить, приїжджає Едді і скидає мотузку в трейлер. На машину Едді нападають два тиранозаври. Трейлер падає зі скель разом з машиною, тиранозаври йдуть, сам же Едді гине. В результаті подій, що відбуваються, дві конфліктуючі групи вимушені об'єднатися перед лицем смертельної небезпеки. Вирушивши на пошуки Дітера, який заблукав у лісі, Роланд і Картер виявили в центрі долини пункт зі зв'язком, але повернулися назад за групою. Через кров динозавра, яка залишилася на куртці Сари, вночі на табір нападають два тиранозаври, які переслідують групу Малкольма. В результаті гинуть двоє людей з групи «InGen».
Роланд присипляє самця транквілізаторами. Група Малкольма біжить до центру зв'язку. По дорозі вона проходять поле, де були раптори. Виживає шестеро людей: Ян, Сара, Нік, дочка Яна, а також Роланд і Ладлоу. Нік йде вперед один і викликає допомогу з материка. Решта приходять пізніше, тому що Ян поранений. По дорозі вони стикаються з велоцираптором, але вчасно прилітає вертоліт і відвозить їх на материк. Група «InGen» вантажить сплячого тиранозавра на корабель. Роланда вмовляють залишитися, обіцяючи дати перспективну роботу, але той відмовляється і відлітає на вертольоті. Коли судно прибуває на материк, виявляється, що на кораблі немає живих. Тиранозавр виривається з вантажного відсіку і йде в Сан-Дієго. З'ясовується, що Ладлоу викрав і дитинча. Ян і Сара крадуть дитинча і заманюють тиранозавра назад на корабель. Сам же Пітер біжить всередину, але там його вбиває динозавр. Корабель вирушає назад на острів. По телебаченню Джон Гаммонд просить дати острову спокій.

## У ролях
| Актор             | Роль               |
| ----------------- | ------------------ |
| Джефф Голдблюм    | Ян Малкольм        |
| Джуліанн Мур      | Сара Гардінг       |
| Вінс Вон          | Нік Ван Оуен       |
| Ванесса Лі Честер | Келлі Кертіс       |
| Піт Постлетуейт   | Роланд Тембо       |
| Арлісс Говард     | Пітер Ладлоу       |
| Річард Аттенборо  | Джон Гаммонд       |
| Річард Шифф       | Едді Карр          |
| Петер Стормаре    | Дітер Старк        |
| Гарві Джейсон     | Аджай Сідху        |
| Томас Даффі       | доктор Роберт Берк |
| Джозеф Маццелло   | Тім                |
| Аріана Річардс    | Лекс               |